# Arne Jacobsen

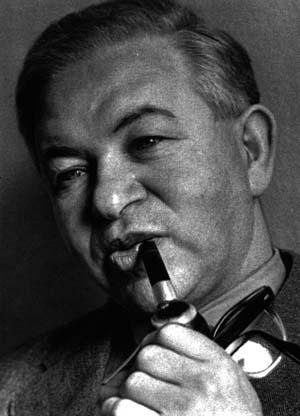
Arne Jacobsen (vor 1960)

Arne Emil Jacobsen (* 11. Februar 1902 in Kopenhagen; † 24. März 1971 ebenda) gilt als einer der international bedeutendsten Architekten und Designer Dänemarks im 20. Jahrhundert. Ausgehend von einem romantischen Neoklassizismus zählen Jacobsens Arbeiten heute zu den wichtigsten Beiträgen des Modernismus.

## Leben und Wirken
Arne Jacobsen wuchs in gutbürgerlichen Verhältnissen auf, der Vater war Kaufmann, die Mutter ehemals Bankangestellte. Die Familie war ursprünglich sephardisch, aber schon vor Generationen aus Portugal zugewandert. Mitglied der Jüdischen Gemeinde war Arne Jacobsen nicht.

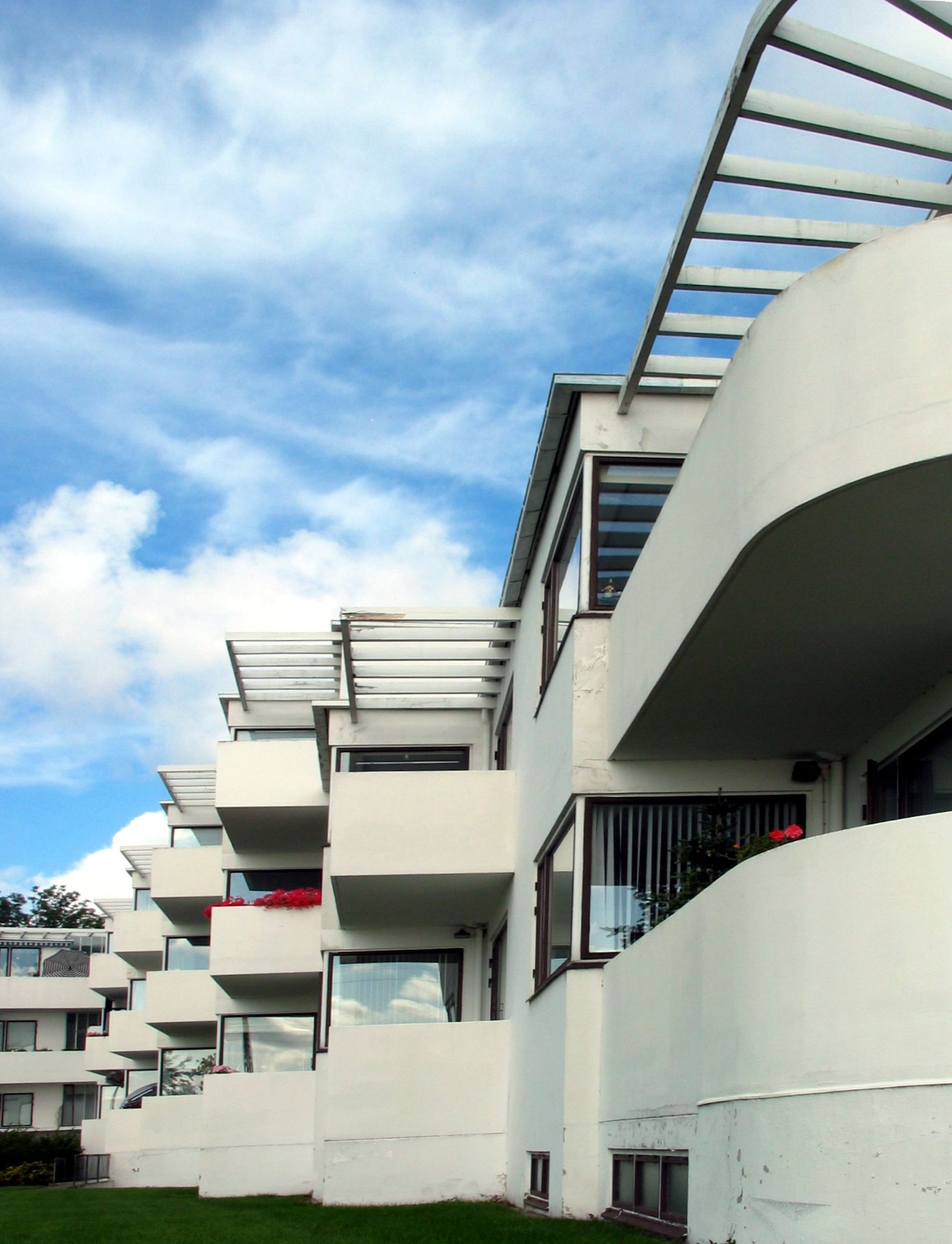
Die Bellavista-Siedlung in Klampenborg, 1934, aufgenommen 2005

In jungen Jahren zeichnete er viel die Flora und Fauna Dänemarks. Jacobsen erlernte bis 1924 den Beruf des Steinmetzen. Auf Wunsch des Vaters studierte er Architektur an der Königlich Dänischen Kunstakademie in Kopenhagen, wo er 1927 den Abschluss machte. Danach arbeitete er zwei Jahre als Architekt im städtischen Bauamt, bis er sich 1929 mit dem Architekten Flemming Lassen zusammenschloss, um das „Haus der Zukunft“ zu entwerfen: ein Gebäude mit rundem Grundriss und Helikopterlandeplatz auf dem Dach. Es sollte bei einer Ausstellung der Architektenkammer von Kopenhagen vorgestellt werden. Für die Einrichtung des Hauses entwarf Jacobsen einige Möbel aus Metall, sie waren Jacobsens erste Arbeiten als Designer.
In den folgenden Jahren arbeitete Jacobsen an verschiedenen Bauprojekten. Das erste Großprojekt war die Bellavista-Siedlung in Klampenborg. Diese Siedlung am Strand des Öresunds bestand aus Wohnhäusern, Restaurant und Bellevue Theater und wurde in mehreren Bauabschnitten zwischen 1932 und 1935 fertiggestellt. In der Nähe baute er 1936 die Tankstelle Skovshoved. Zusammen mit Erik Møller gewann er 1936 den Architekturwettbewerb für das neue Rathaus von Århus, das 1942 fertiggestellt wurde. Während der deutschen Besatzung im Zweiten Weltkrieg floh Jacobsen aufgrund seiner jüdischen Herkunft gemeinsam mit seiner zweiten Frau nach Schweden.

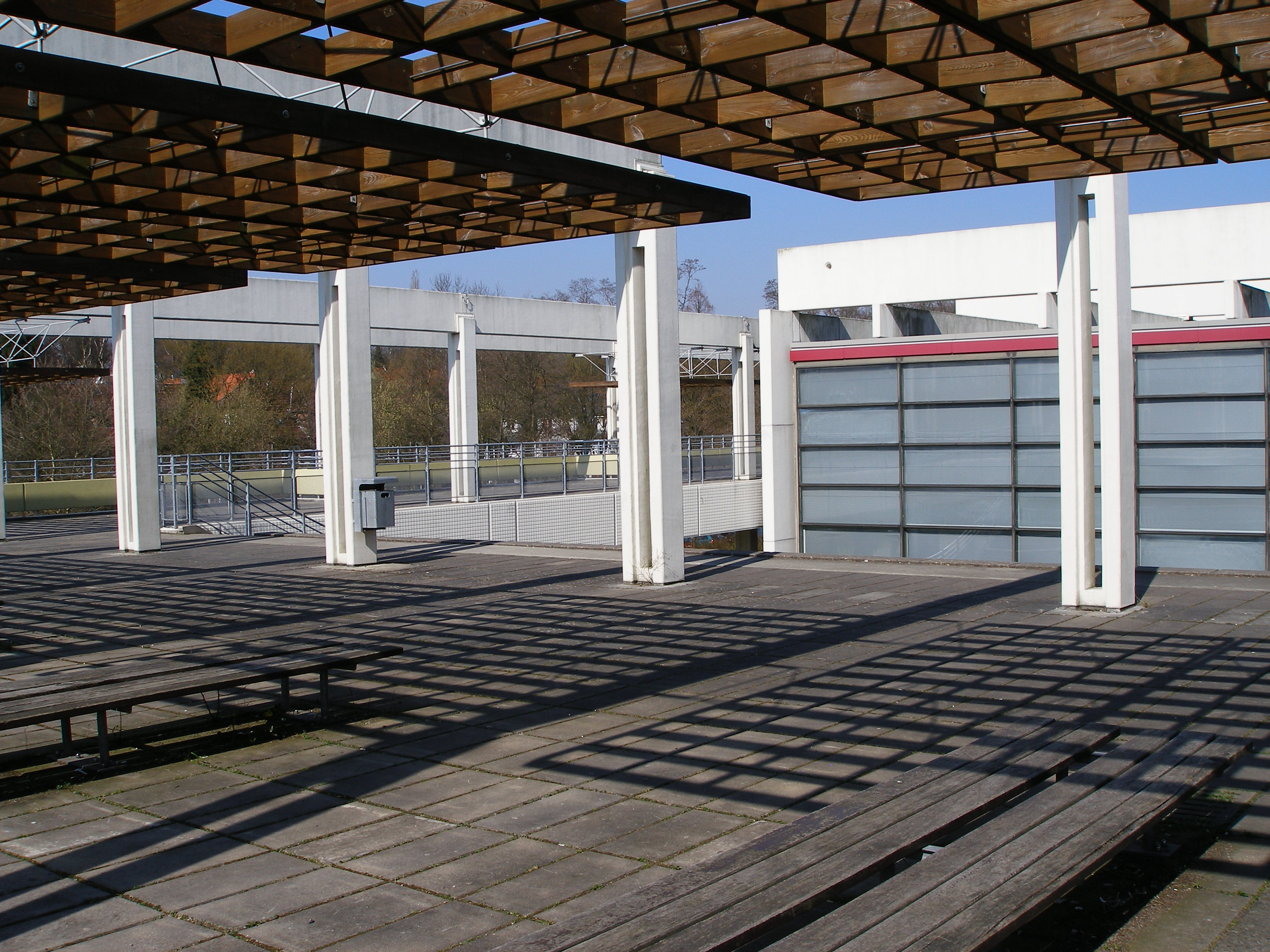
Arne Jacobsen (Entwurf): Christianeum, Hamburg (1971)

1956 wurde Jacobsen Professor an der Königlich Dänischen Kunstakademie (bis 1965). Neben der Lehrtätigkeit arbeitete er weiter an Projekten. Er begann im gleichen Jahr die Arbeiten am SAS Royal Hotel in Kopenhagen. Bei dem ersten Hochhaus der Stadt wurden alle Details von Jacobsen selbst entworfen, vom Gebäude über die Textilien bis zum Besteck des Restaurants. Einige seiner bekannten Möbelentwürfe wie Ei und Schwan entstammen dem 1960 vollendeten SAS-Projekt.
Im Jahr 1964 wurden Arbeiten von ihm auf der documenta III in Kassel in der Abteilung Industrial Design gezeigt. Bei seinen späteren Projekten, wie zum Beispiel dem Entwurf und Bau des neuen Schulgebäudes für das Hamburger Christianeum oder der Dänischen Botschaft in London, arbeitete er mit den Architekten Otto Weitling und Hans Dissing zusammen, die einige der Projekte nach Jacobsens Tod 1971 fortführten. Eine seiner letzten Arbeiten war das Gebäude der Dänischen Nationalbank in Kopenhagen, das er 1966 begann. Es wurde erst sieben Jahre nach seinem Tod fertiggestellt.

## Stil
Jacobsen ist dem modernen Funktionalismus zuzuordnen. Seine Bauten und Designarbeiten waren beeinflusst durch Ludwig Mies van der Rohe, Le Corbusier und durch das Bauhaus. In seinem Werk spiegelt sich sein Perfektionismus wider. Er soll fast permanent gearbeitet haben. Erholung bestand für ihn darin, sich einem anderen Bereich kreativer Betätigung zuzuwenden.

### Architektur

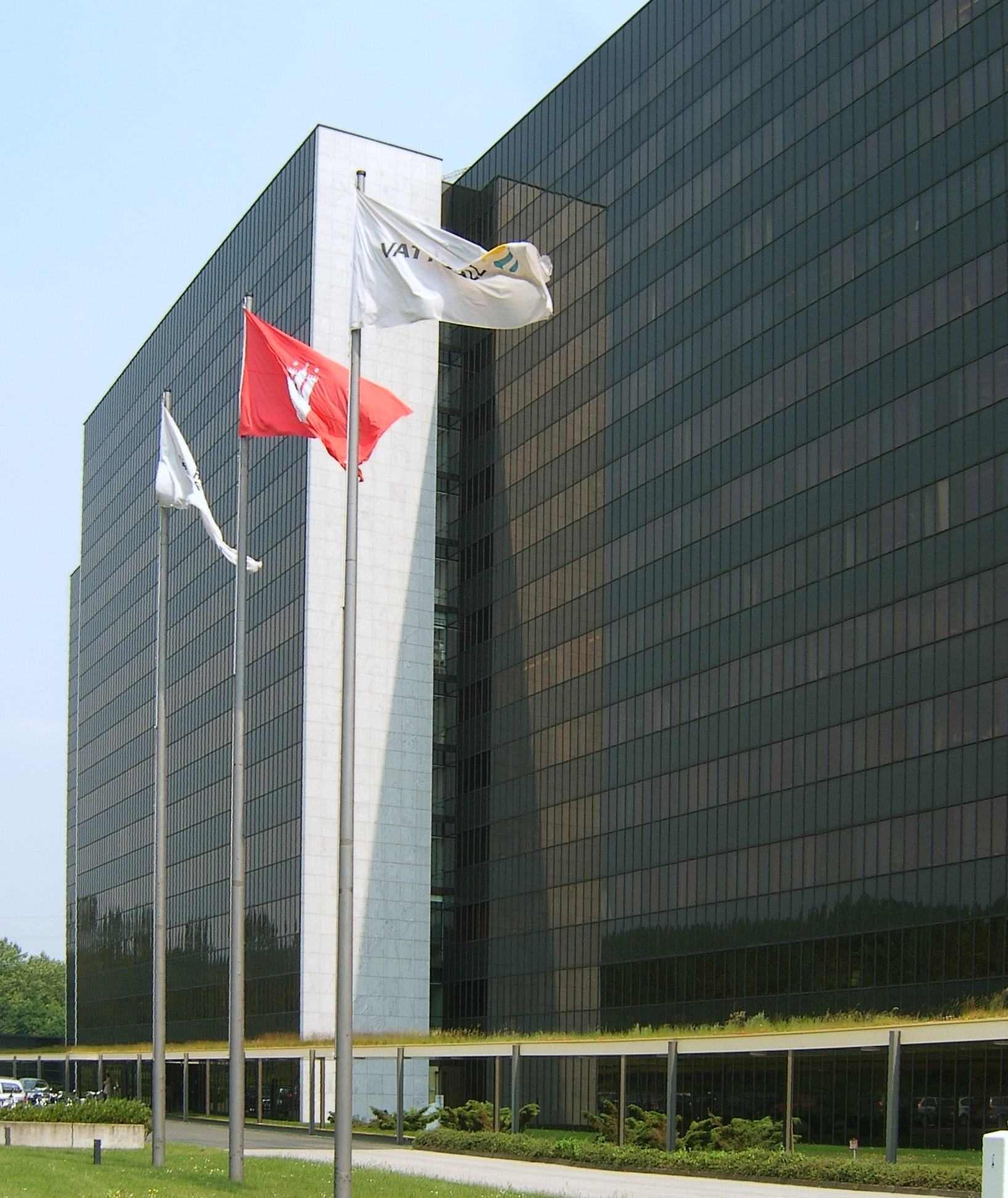
Vattenfall-Zentrale in Hamburg.
Weitere Bilder: 1, 2

Jacobsens Architektur zeichnet sich durch eine klare, an Geometrie und Material orientierte Formensprache aus. Diese leitete sich dabei weniger, wie es gern dargestellt wird, aus der Funktion ab, sondern entsprang dem rigiden modernistischen Konzept Jacobsens, dem sich, im privaten Alltag, auch dessen Familie unterwerfen musste. Jacobsen galt Kritikern als architektonischer Diktator, der Gebäude so rigide durchgestaltete, dass es keinen Raum für persönliche Änderungswünsche gab.
Neben seinen Arbeiten in Dänemark, unter anderem am SAS Royal Hotel in Kopenhagen von 1960, war er auch international tätig. So entwarf er in Deutschland errichtete Gebäude, unter anderem das Gebäude des Gymnasiums Christianeum in Hamburg-Othmarschen und das Verwaltungsgebäude der Vattenfall GmbH in der Hamburger City Nord im Stadtteil Winterhude. Weitere Entwürfe von Jacobsen wurden in Berlin (Mustersiedlung Südliches Hansaviertel), Hannover (Glasfoyer im Großen Garten), Mainz (Rathaus und Firmenzentrale Novo Nordisk), Castrop-Rauxel (Rathaus) sowie in Burgtiefe auf Fehmarn realisiert.

### Design

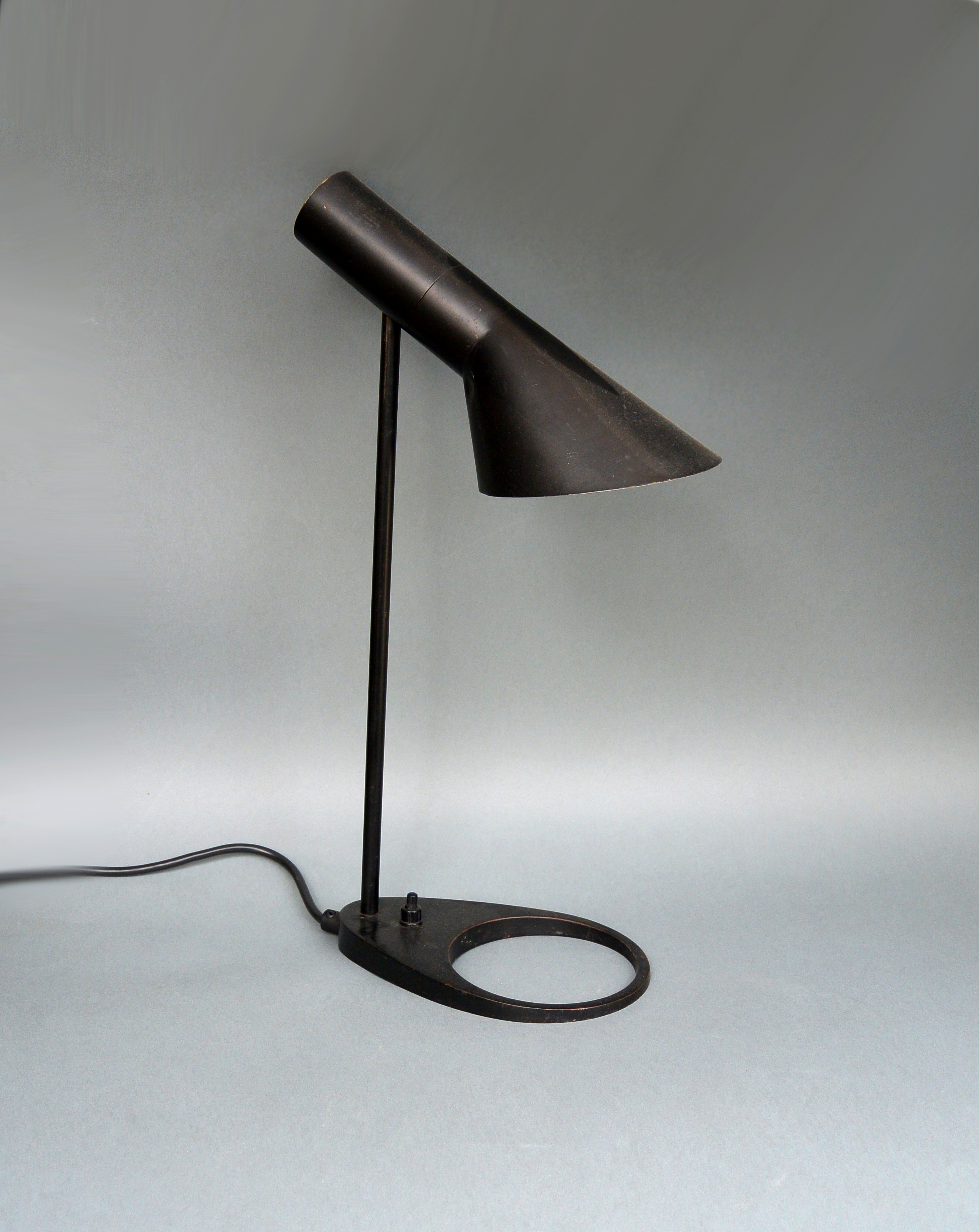
Frühe Version der Schreibtischleuchte von Jacobsen für Louis Poulsen

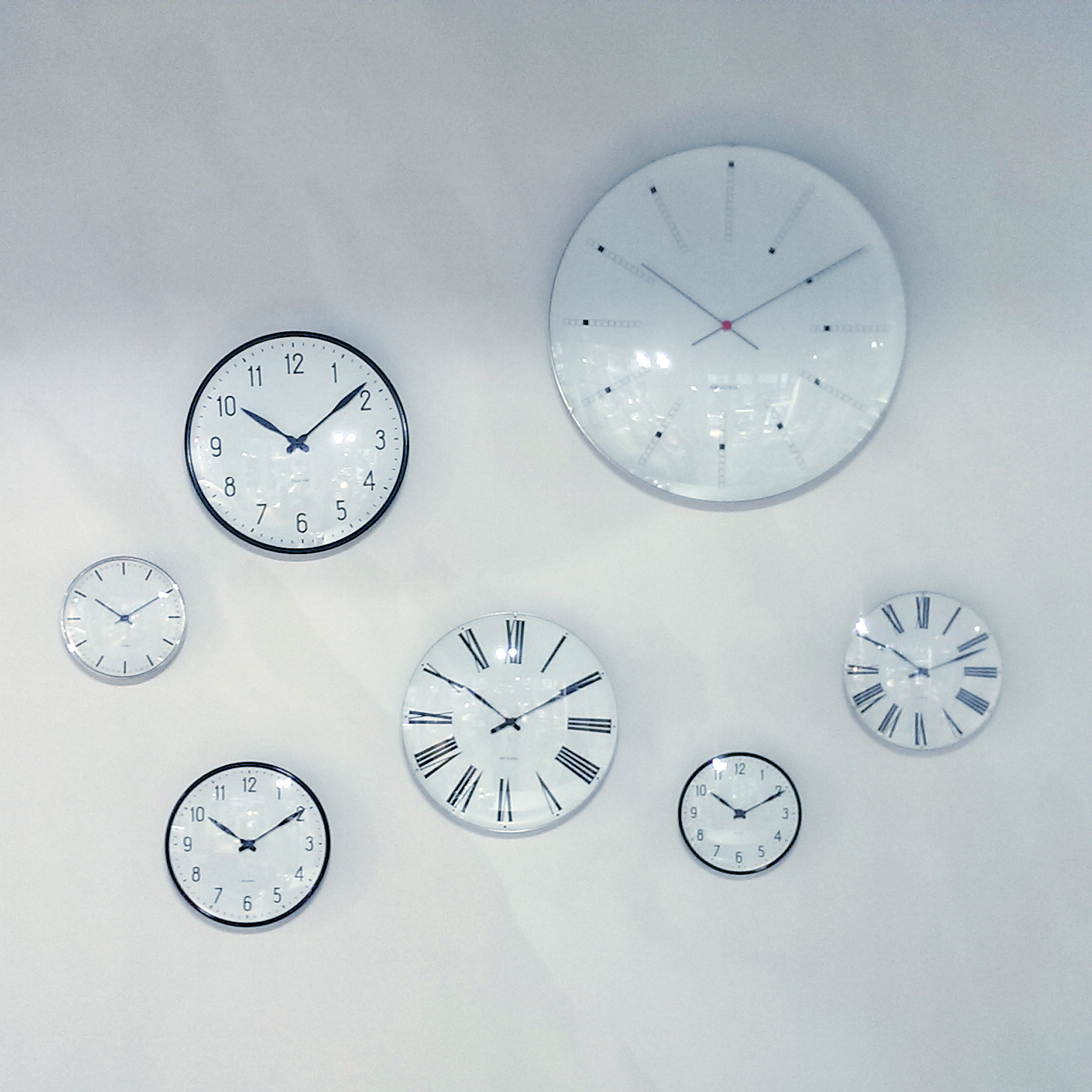
Die verschiedenen Wanduhren von Arne Jacobsen

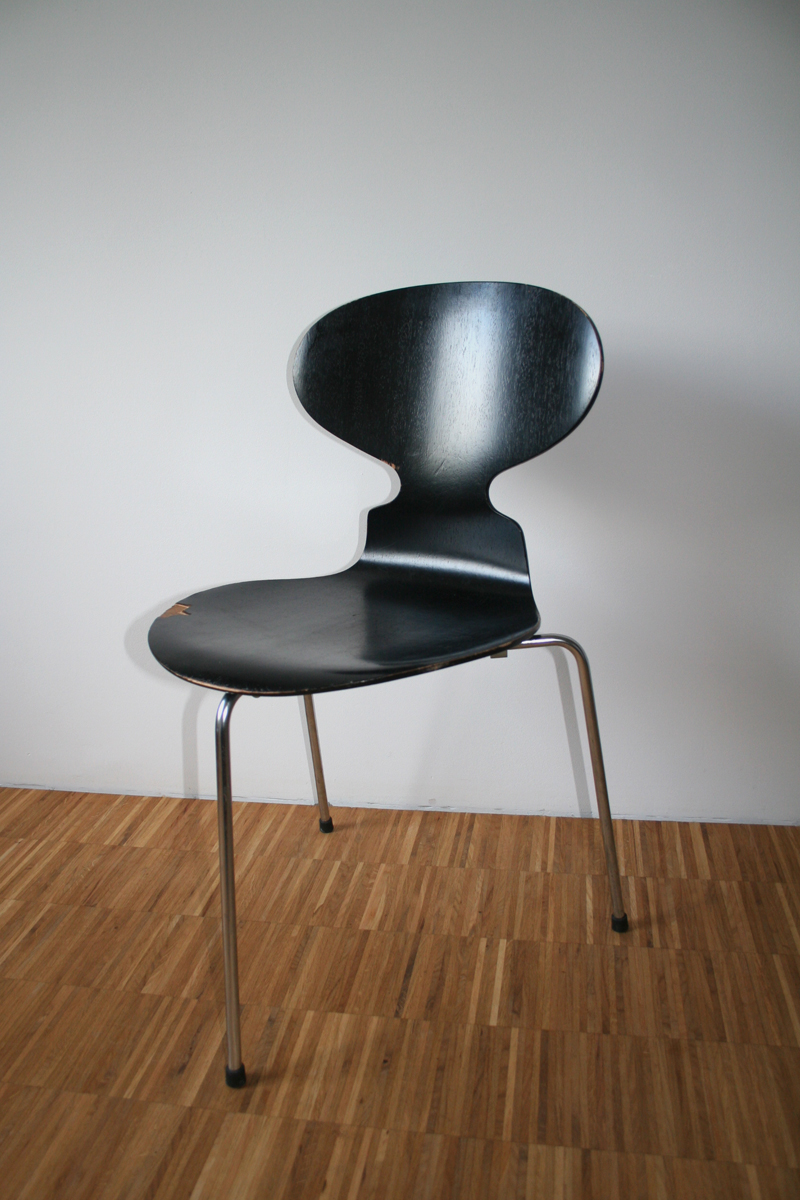
Stuhl 3100, seiner Form wegen Die Ameise genannt

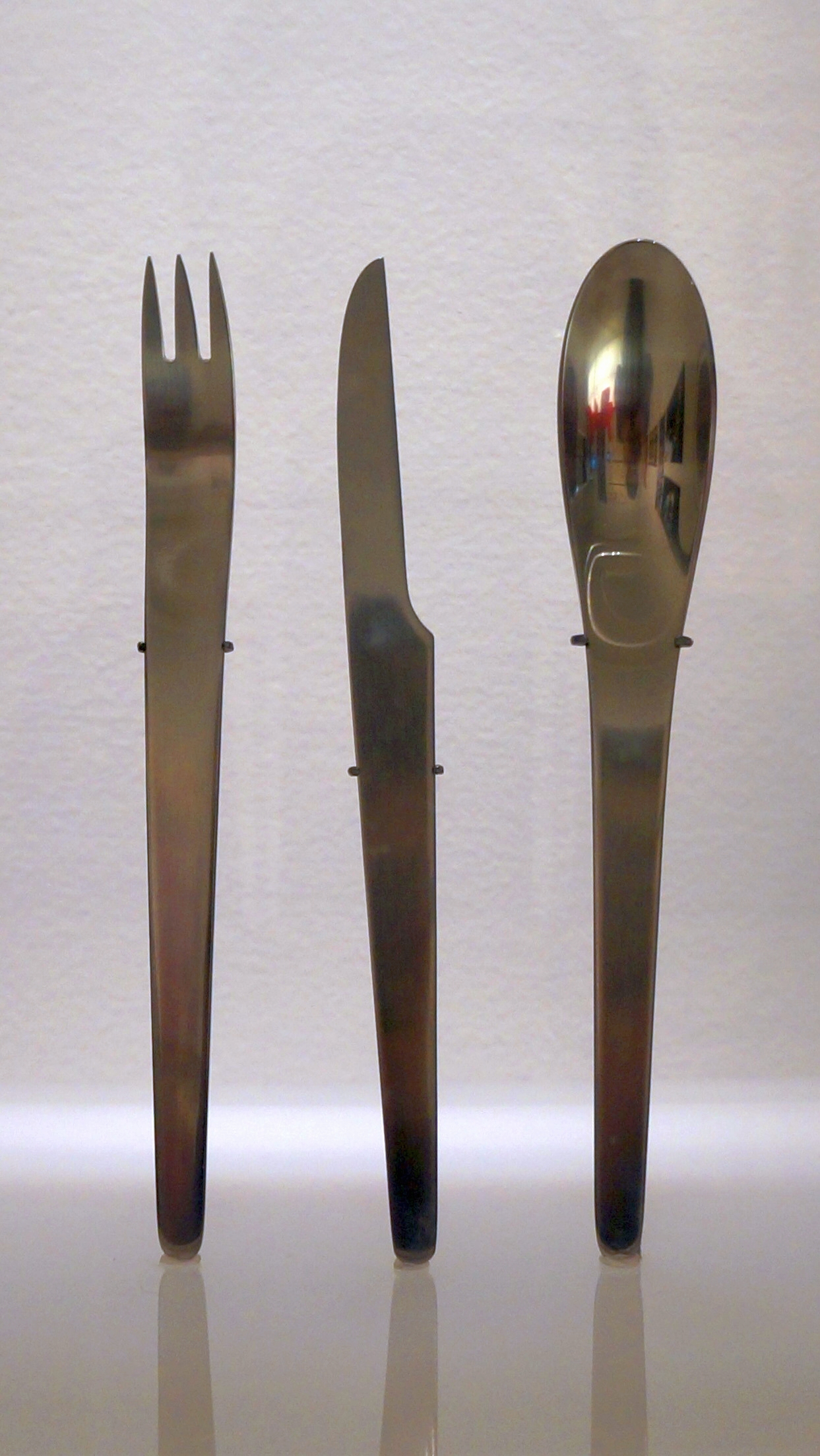
Minimalistisches Essbesteck, wurde auch im Film 2001: A Space Odyssey (1968) von Stanley Kubrick benutzt.

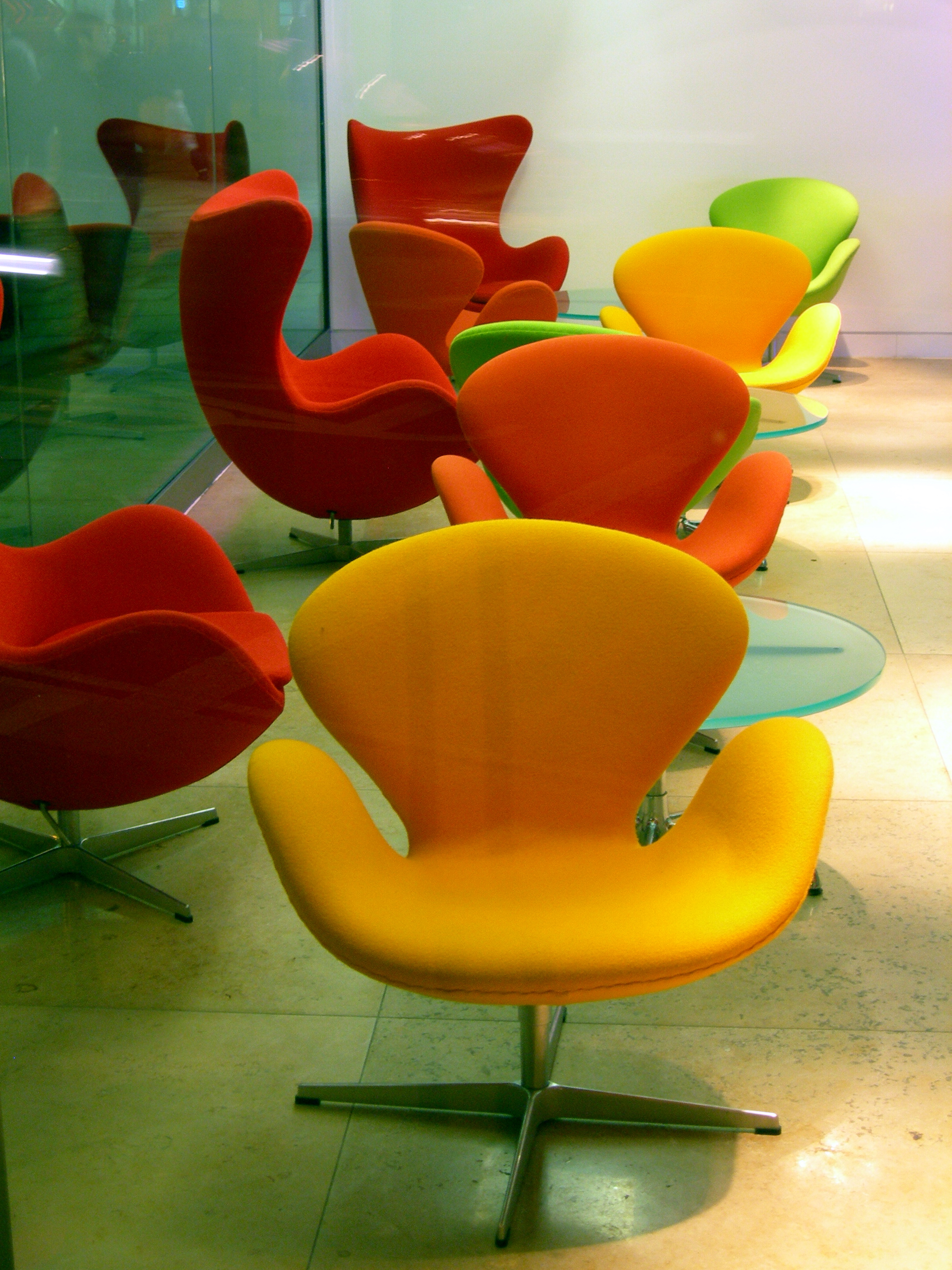
Sessel Das Ei (rot) und Der Schwan (gelb), beide entwickelt für die Lobby des Radisson SAS Royal Hotel Kopenhagen

Im Gegensatz zu den architektonischen Arbeiten orientierten sich viele seiner Design-Projekte stark an organischen Formen. Jacobsen entwickelte hieraus an die Formensprache abstrakter Kunst erinnernde Objekte, die sich durch eine prägnante und klare Gestalt auszeichneten.
Ein Hintergrund dieser anderen Akzentsetzung im Designbereich dürfte Jacobsens Naturverbundenheit gespielt haben: Jacobsen war passionierter Botaniker. Populär wurden mehrere seiner Sitzmöbel, die ab 1950 entstanden. Diese tragen Namen wie Die Ameise, Das Ei, Der Schwan, Grand Prix oder Serie 7. Letzterer ist der meistverkaufte Stuhl aller Zeiten. Seine Sitzmöbel wurden alle zusammen mit der Firma Fritz Hansen entwickelt, die diese bis heute produziert.
Für Louis Poulsen entwarf er von 1955 bis 1969 sehr erfolgreich Hänge- und Stehlampen.
Ein Revival erlebte vor allem die AJ-Stehlampe Anfang dieses Jahrhunderts.
Ebenfalls sehr bekannt wurde seine Essbesteckserie AJ: Stanley Kubrick wählte sie für den in den 1960er Jahren gedrehten Film 2001: Odyssee im Weltraum.
Im Zuge der Gebäudeentwicklung konstruierte Jacobsen drei Wanduhren für drei wichtige architektonische Gebäude in seiner Laufbahn. Die Roman Wanduhr für das Rathaus Aarhus (1942), die City Hall für das Rathaus Rødovre (1956) und die Bankers Wanduhr für die Nationalbank von Dänemark (1971). Diese wurden später unter Weiterentwicklung mit dem Designer Teit Weylandt, der zuvor Leiter der Produktentwicklungsabteilung bei Arne Jacobsen war, unter der Marke Rosendahl Timepieces zu Designklassikern. Heute gibt es diese Uhren als Wanduhren und Tischuhren für den Haushalt, die nach strengen Auflagen noch nach den Originalskizzen Jacobsens hergestellt werden.
Die von Jacobsen für den Hersteller Stelton entworfenen Gebrauchsgegenstände der Cylinda Line/Cylinder Line sind moderne Klassiker. Sie wurden von Paul Smith zum 50-jährigen Firmenjubiläum 2010 neuinterpretiert.

## Ehrungen und Auszeichnungen
- 1925: Silbermedaille für einen Stuhlentwurf bei der Pariser Weltausstellung
- 1936: Eckersberg-Medaille der Königlich Dänischen Kunstakademie
- 1954: Ehrenpreis der Internationalen Kunst- und Architekturausstellung in Sao Paulo für das Massey-Harris-Gebäude
- 1955: C.F. Hansen Medaille
- 1957: Grand Prix bei der XI. Triennale di Milano
- 1962: Ehrenmedaille des dänischen Akademischen Architektenverbandes[4]
- 1963: Fritz-Schumacher-Preis
- 1964: Außerordentliches Mitglied der Akademie der Künste (Berlin), Sektion Baukunst[5]
- 1966: Ehrendoktor in Oxford, England
- 1968: Ehrendoktor in Glasgow
- 1969: Goldmedaille Pio Manzù von der Akademie der freien Künste in San Marino
- 1971: Goldmedaille der Akademie für Architektur in Frankreich

## Ausstellungen in Deutschland
Die Wanderausstellung Gesamtkunstwerke – Architektur von Arne Jacobsen und Otto Weitling in Deutschland präsentierte im Zeitraum von 2020 bis 2022 sieben der acht Architektur-Projekte, die Jacobsen und sein Mitarbeiter Weitling in Deutschland umsetzten. Sie fand statt in Berlin, Fehmarn, Hannover, Castrop-Rauxel, Hamburg und bis Oktober 2022 in Mainz.